# Héctor Méndez
Héctor Eugene Méndez, född 1 augusti 1897, död 13 december 1977 i Buenos Aires, var en argentinsk boxare.
Méndez blev olympisk silvermedaljör i weltervikt i boxning vid sommarspelen 1924 i Paris.